# Марк Валерій Мессала Руф
Марк Валерій Мессала Руф (лат. Marcus Valerius Messalla Rufus; 101 — після 26 року до н. е.) — політичний, державний та військовий діяч Римської республіки, консул 53 року до н. е.

## Життєпис
Походив з патриціанського роду Валеріїв. Син Марка Валерія Мессали, легата 90 року до н. е., та Гортензії, доньки Луція Гортензія, консула 108 року до н. е.
У 81 році до н. е. став членом колегії авгурів. Того ж року надав допомогу Сексту Росцію у його судовій справі щодо неправдивого звинувачення у вбивстві батька. Підтримував у 63 році до н. е. Цицерона у боротьбі з прихильниками Луція Сергія Катиліни. У 61 році до н. е. Марк Валерій Мессала став претором.
Домагався у 54 році до н. е. посади консула, чому активно протидіяв Гней Помпей, звинувативши Марка Валерія у підкупі виборців, але його було виправдано й він став консулом у 53 році до н. е. разом з Гнеєм Доміцієм Кальвіном. Надалі Мессала продовжував стикатися з протидією Помпея.
У громадянській війні між Гаєм Цезарем та Гнеєм Помпеєм підтримав першого. Як легат Цезаря у 47 році до н. е. був у Мессані, що на Сицилії, але внаслідок заколоту легіонерів вимушений був тікати до Цезаря в Азію. Згодом разом з Цезарем переправився до Африки, де взяв участь у битві при Тапсі. Після перемоги Марку Валерію було доручено захопити м. Утіка. Виконавши це завдання Валерій приєднався до іспанського походу Цезаря проти синів Помпея. По поверненню до Риму Марк Валерій був вже багатою людиною. Незабаром після вбивства Юлія Цезаря відійшов від державних справ, займаючись вивчення генеалогії та римських старожитностей.

## Родина
- Марк Валерій Мессала, консул-суффект 32 року до н. е.
- Потіт Валерій Мессала, консул-суффект 29 року до н. е.